# Mangora placida
Espèce
Synonymes
- Epeira placida Hentz, 1847
- Epeira praetrepida Keyserling, 1881

Mangora placida est une espèce d'araignées aranéomorphes de la famille des Araneidae.

## Distribution
Cette espèce se rencontre au Canada dans le Sud du Manitoba, de l'Ontario, du Québec, au Nouveau-Brunswick et en Nouvelle-Écosse, dans l'Est des États-Unis et au Mexique au Nuevo León,.

## Habitat
C'est une araignée qui vit notamment dans les champs et les lisières.

## Description
Les mâles mesurent de 2,0 à 2,8 mm et les femelles de 2,3 à 4,5 mm.
Ses macules peuvent varier du brun orangeâtre à noirâtres. Son céphalothorax est oblong et plus petit que son abdomen. Il est orné d'une bande longitudinale et d'une fine marge. Son abdomen est elliptique, volumineux, blanc ou jaunâtre, et orné d'une large bande multilobée et presque triangulaire, ponctuée de 2 ou 4 taches de la même couleur que l'abdomen, flanquée de 4 autres bandes latérales assez irrégulières et de quelques autres taches diffuses de couleur brun marron. Les 2e et 3e paires de pattes sont nettement plus courtes. Ses pattes sont blanc jaunâtre, ornées de bandes sombres.

## Toile
Elle peut tisser une toile triangulaire de 90 cm de large, à proximité d’un boisé, la charpente fixée à 2 plantes. Le moyeu atteignant environ 3 fois la longueur de l'araignée.

## Galerie

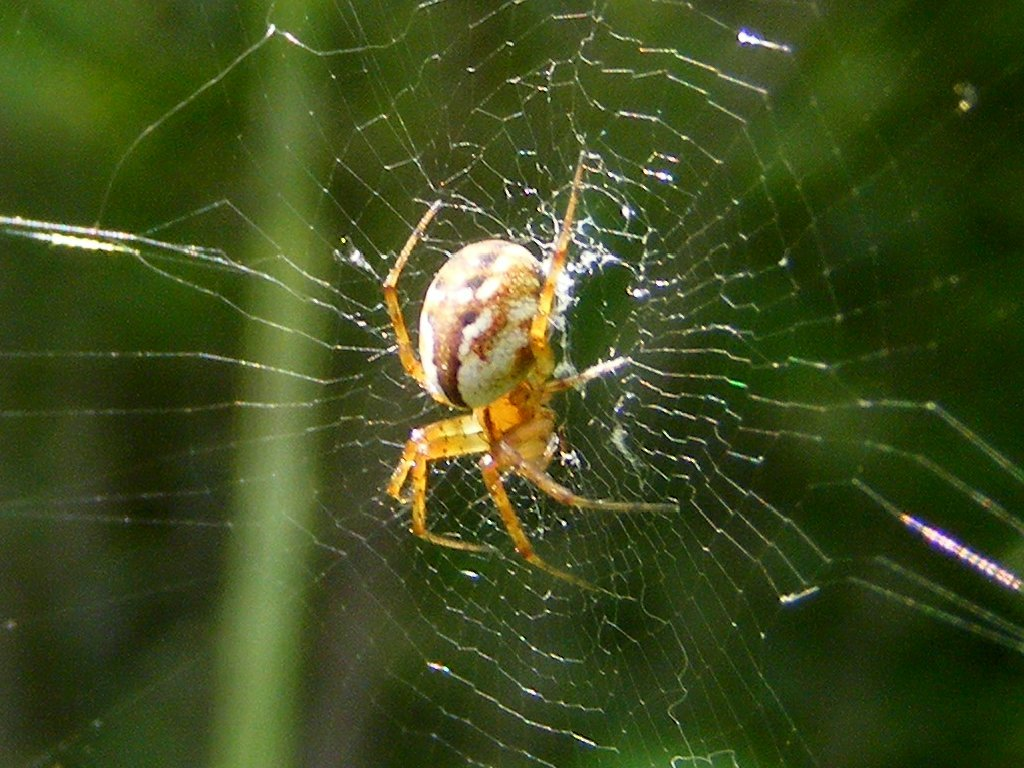
livrée claire
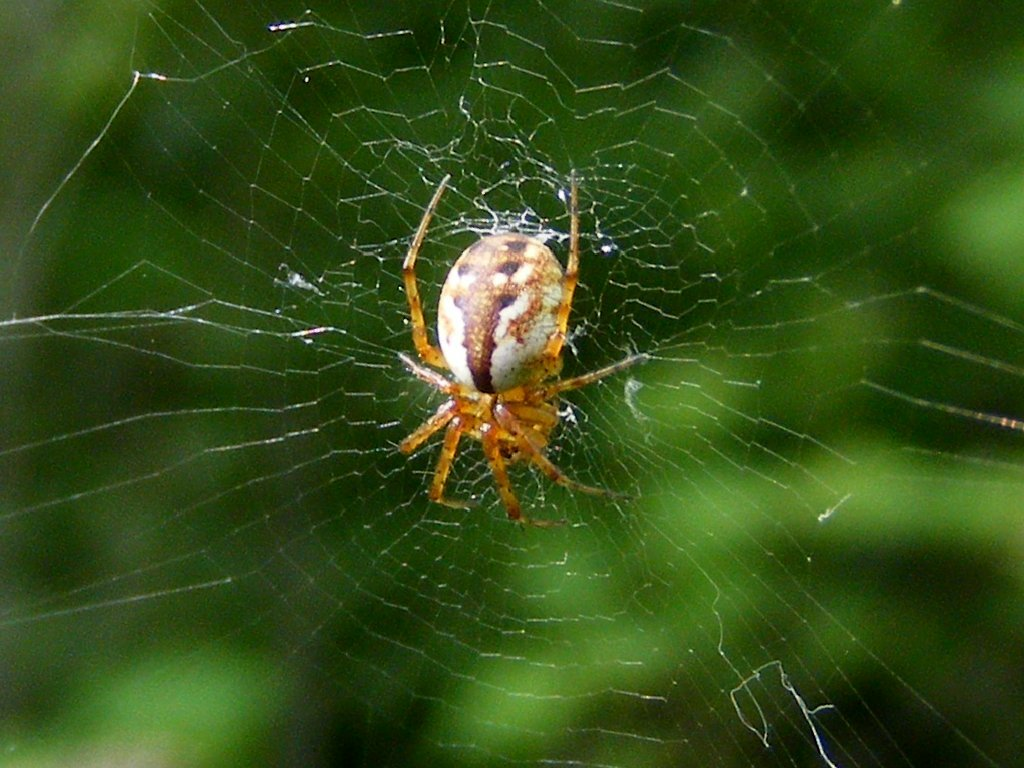
livrée claire
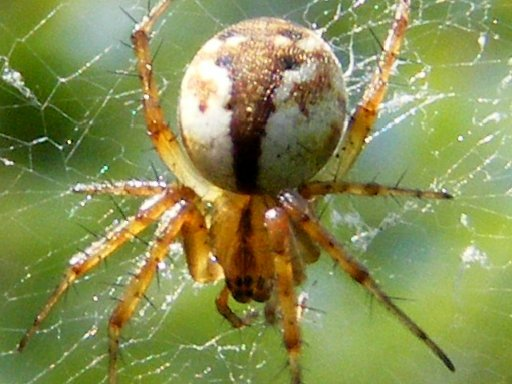
livrée claire
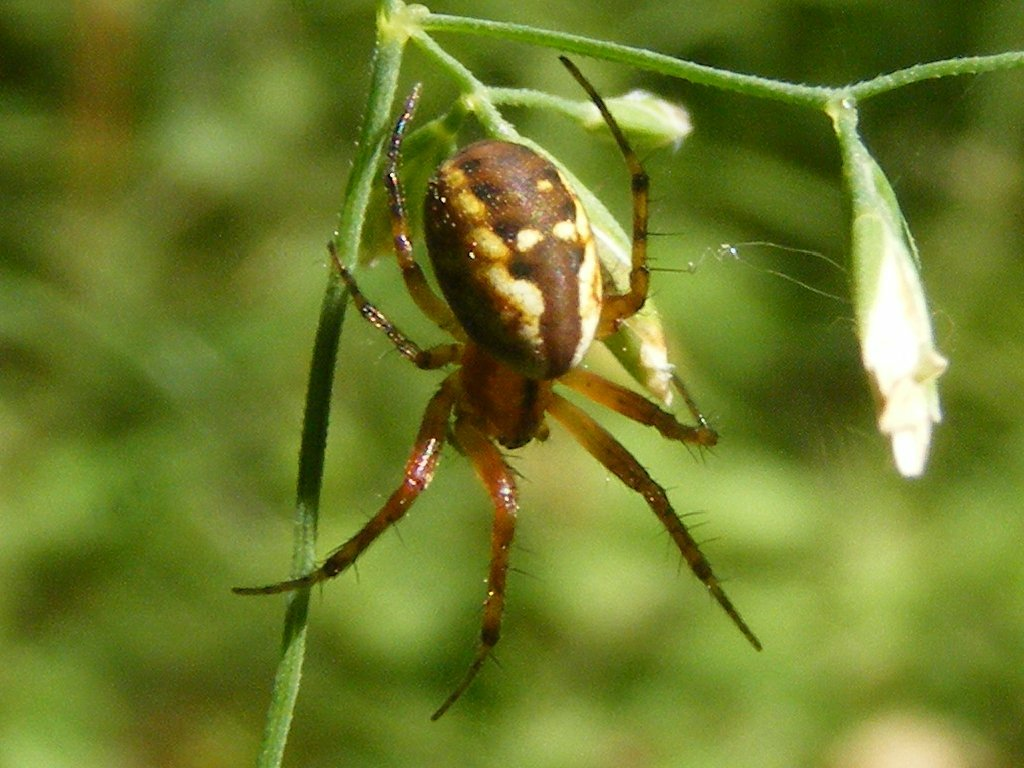
livrée sombre
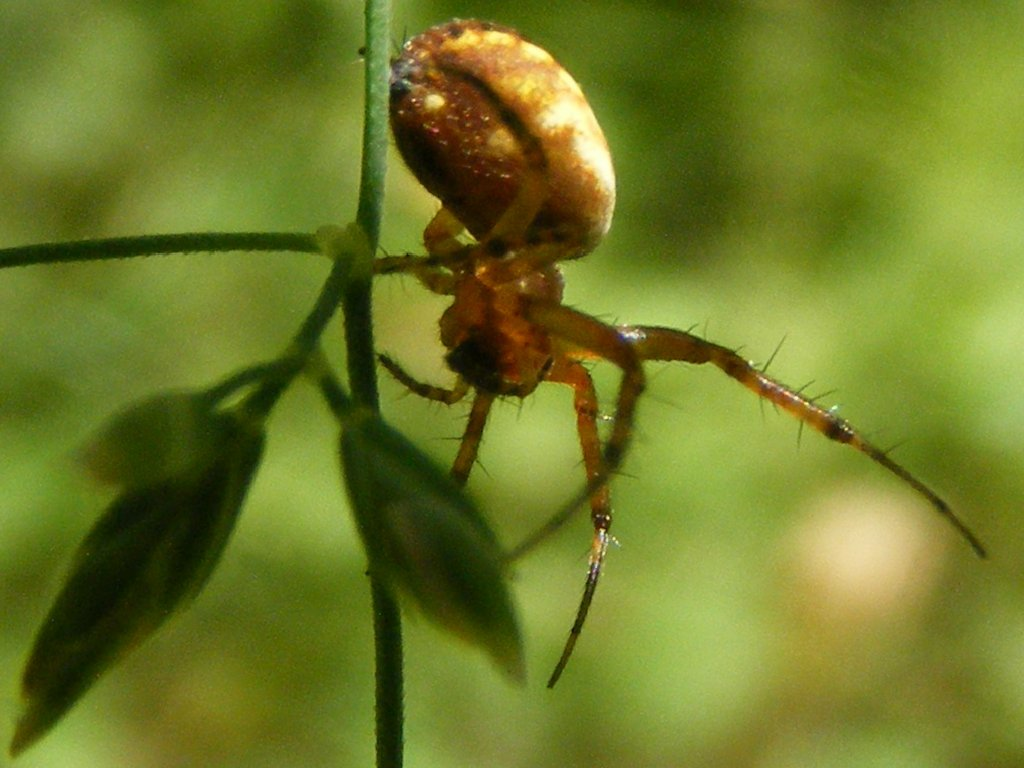
livrée sombre
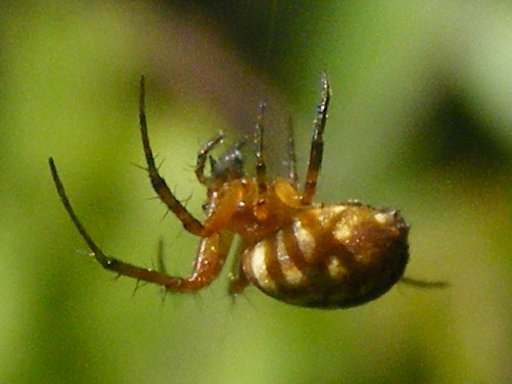
livrée sombre
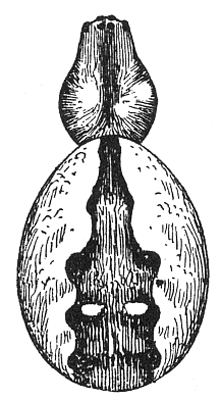

## Publication originale
- Hentz, 1847 : Descriptions and figures of the araneides of the United States. Boston Journal of Natural History, vol. 5, p. 443-478 (texte intéral).